# Enock Lindén
Johannes Enock Lindén, född 22 mars 1880 i Ås församling i Jönköpings län, död 29 december 1970 i Bredaryds församling,Jönköpings län var en svensk träsnidare och målare.
Han var son till lantbrukaren Svenning Lundin [sic!] och Kristina Simonsdotter samt från 1909 gift med Selma Nordlund. Han reste till Amerika 1909 där han bedrev konststudier, först vid Industrial Art School i New York och därefter tre år vid Chicago Art Institute. Han medverkade ett flertal gånger i de svensk-amerikanska konstutställningarna i Chicago och var representerad i den svensk-amerikanska vandringsutställningen som visades i Sverige 1920. Han återflyttade till Sverige 1928 och ställde då ut separat några gånger i Växjö. Hans konst består av landskapsskildringar utförda i olja eller akvarell samt träsnideri.